# Phoenix Park (Trinidad y Tobago)
Phoenix Park es una localidad de Trinidad y Tobago, que forma parte de la región de Couva-Tabaquite-Talparo.

## Geografía
La localidad abarca parte de la isla Trinidad y limita al norte con Dow Village, Esperanza, Ouplay Village y Basta Hall, al sur con Claxton Bay y Diamond, al este con Spring Village South y al oeste con Friendship.

## Demografía
Datos demográficos de la localidad de Phoenix Park:
| Gráfica de evolución demográfica de Phoenix Park entre 2000 y 2011 |
|                                                                    |